# Ramershoven
Ramershoven ist ein Stadtteil von Rheinbach im Rhein-Sieg-Kreis in Nordrhein-Westfalen. Bis 1969 war Ramershoven eine selbständige Gemeinde. Mit der kommunalen Neuordnung wurde Ramershoven einer von neun Ortsteilen der Stadt Rheinbach. 

## Lage
Ramershoven liegt in der Kölner Bucht am Rande der Voreifel. Südlich am Ort vorbei verläuft die Bundesautobahn 61. Im Ort treffen sich die Landesstraße 113 und die Kreisstraße 65.

## Geschichte
Erstmals schriftlich erwähnt wird Ramershoven im Jahre 1095. Bereits 893 wird der Weiler Peppehoven mit seiner Burg genannt. Der Ortsname leitete sich vom altdeutschen Vornamen Rambrecht ab. Über Rambrechtsau und Ramersowa entwickelte sich der Name zum heutigen Ramershoven. Zu damaliger Zeit gehörte das Dorf zum Kloster Lorsch. Seit 1545 bildete Ramershoven mit anderen umliegenden Orten einen Dingstuhl im Jülicher Amt Neuenahr. 1955 wurde ein neues Schulgebäude errichtet. Der Schulbetrieb wurde 1970/71 eingestellt. Nach einem Umbau in den 1980er Jahren dient das Schulgebäude heute als Mehrzweckhalle.
Die Kirche ist dem römischen Märtyrer St. Basilides geweiht und gehört zur katholischen Pfarrgemeinde St. Martin Rheinbach.
Ramershoven wurde am 1. August 1969 mit zugehörigem Ortsteil Peppenhoven in die Stadt Rheinbach eingemeindet.  Peppenhoven ist nach wie vor Wohnplatz von Ramershoven.

## Entwicklung der Einwohnerzahl
Einwohnerzahl ab 2019, gesamt mit Haupt- und Nebenwohnung.
| Jahr | Einwohner | Delta |
| ---- | --------- | ----- |
| 1816 | 168 1     |       |
| 1852 | 302       | 134   |
| 1905 | 369       | 67    |
| 1939 | 370       | 1     |
| 1946 | 433       | 63    |

| Jahr | Einwohner | Delta |
| ---- | --------- | ----- |
| 1969 | 589       | 156   |
| 1998 | 499       | −90   |
| 20.. |           |       |
| 2019 | 532       |       |
| 2020 | 553       | 21    |

| Jahr | Einwohner | Delta |
| ---- | --------- | ----- |
| 2021 | 534       | −19   |
| 2022 | 535       | 1     |
| 2023 | 569       | 34    |
| 2024 | 576 2     | 10    |
| 2025 |           |       |

## Ortsvorsteher
Nachstehende Ortsvorsteher wurden nach der kommunalen Neugliederung vom 1. August 1969 gewählt und ernannt: 
- n.n.
- Johann Josef Donau (1998)[4]
- n.n.
- Thomas Bayer (2024)[5]

AnmerkungOrtsvorsteher verblieben nach der Wahl jeweils kommissarisch im Amt, bis zur Ernennung der Nachfolger.

## Kultur und Sehenswürdigkeiten
- Die romisch-katholische Kirche St. Basilides
- Die „Alte Schule“ (heute Vereinshaus des TTC Ramershovens)

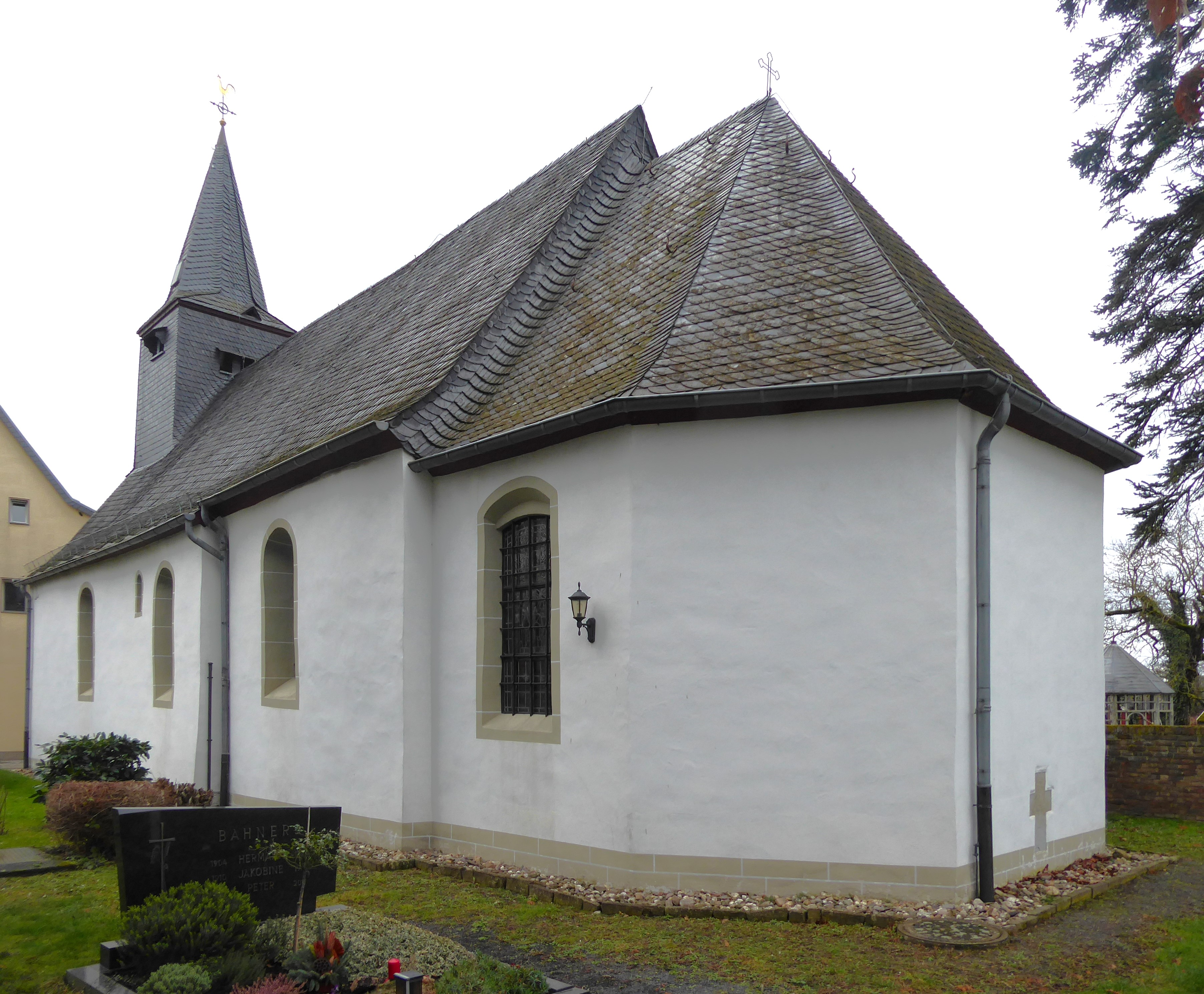
Kirche St. Basilides